# Verslaving
Een verslaving is een toestand waarin een persoon fysiek of mentaal van een gewoonte of middel afhankelijk is. Wanneer de persoon deze gewoonte of substantie niet heeft, zal het gedrag van de persoon voornamelijk gericht zijn op het verkrijgen en innemen van het middel of het handelen naar de gewoonte, ten koste van andere activiteiten. Als het lichaam deze stof of gewoonte moet loslaten kunnen er ernstige ontwenningsverschijnselen optreden bij de betreffende persoon. Verslaving kan ook digitale media betreffen, door een overmatig schermgebruik.

## Soorten
Verslavingen kunnen bestaan uit een verslaving aan een gedrag, gebruik of handeling, of een middel.

## Gedragsverslaving
Een gewoonteverslaving is een verslaving aan een handeling die voor een persoon van belang is om zich goed te voelen of een kick te krijgen. Roken en drinken zijn vaak ook vormen van gedrag, maar zijn meestal een middelenverslaving. Enkele voorbeelden van een doorgeslagen gewoonte.
- Gokken
- Internet, Gamen, Online chatten (Digibesitas)
- Seks
- Zelfverwonding
- Eten
- Kopen / Consumeren
- Stelen (Kleptomanie)
- Werken

## Middelenverslaving
Een middelenverslaving is een verslaving die in stand gehouden wordt door het gebruik van een drug of substantie, die op zichzelf verslavend is doordat het een directe werking in de hersenen heeft. Dit noemt men een psychoactief middel of drug. Er zijn grofweg drie soorten middelen, namelijk:
- Stimulerend - Amfetamine (speed), cocaïne en nicotine (tabak)
- Verdovend - bijvoorbeeld alcohol, heroïne, GHB, ketamine, slaapmiddelen en andere opiaten.
- Psychedelica - Bewustzijnsveranderende of geestverruimende middelen, zoals THC (voornamelijk marihuana), psilocybine (paddo) en LSD.

Hieronder een tabel met een overzicht van middelengebruik in Nederland, met een overzicht van het problematische gebruik. Dit is lastig in te schatten, omdat niet iedereen hulp zoekt bij een verslaving. Het is ook niet bekend welk percentage de mensen in behandeling bij klinieken vormen van het totaal aantal gevallen waar vermoedelijk sprake is van een verslaving ofwel probleemgebruik (afhankelijkheid en misbruik).
| Middelengebruik in Nederland (>18 jaar) | Middelengebruik in Nederland (>18 jaar) | Middelengebruik in Nederland (>18 jaar) | Middelengebruik in Nederland (>18 jaar) | Middelengebruik in Nederland (>18 jaar) | Middelengebruik in Nederland (>18 jaar) | Middelengebruik in Nederland (>18 jaar)             | Middelengebruik in Nederland (>18 jaar) |
| Soort drug                              | Ooit                                    | Afgelopen jaar                          | Maandelijks / wel eens                  | Dagelijks                               | Probleem gebruik (pers)                 | Vermoedelijk probleemgebruik                        | In behandeling                          |
| --------------------------------------- | --------------------------------------- | --------------------------------------- | --------------------------------------- | --------------------------------------- | --------------------------------------- | --------------------------------------------------- | --------------------------------------- |
| Alcohol                                 | 86,2%                                   | 73,6%                                   | 47% <1/dag                              | 10,4%(>6 1x/w)                          | 380k                                    | 2,9% afgelopen jaar                                 | 27087                                   |
| Tabak                                   | 48,4%                                   | 18,1% 4% (e-sigaret)                    | 16,2% (wel eens)                        | 12,6% (9,3 p/d)                         | 328k                                    | 2,5% >20 sigaretten per dag                         | 0                                       |
| Cannabis                                | 23%                                     | 7,5%                                    | 4,8%                                    | 1,4%                                    | 170k                                    | 1,3% (cannabisstoornis)                             | 9231                                    |
| Slaapmiddelen                           | 18,9%                                   | 9,6% (3,6%zonder recept)                | 5,6% (1,8%zonder recept)                | n.n.b.                                  | 65k                                     | misbruik: 0,3% afhankelijk: 0,2%                    | 1053                                    |
| XTC                                     | 10%                                     | 3,5%                                    | 1,1%                                    | n.n.b.                                  | n.n.b.                                  | onbekend/geen diagnose                              | 139                                     |
| Cocaïne (incl base/crack)               | 6,1%                                    | 2,0%                                    | 0,7%                                    | n.n.b.                                  | 131k                                    | 1% (16% met afh.heid van ooit gebruikt) crack: 0,5% | 7358                                    |
| Paddo's                                 | 5,6%                                    | 1,0%                                    | 0,2%                                    | n.n.b.                                  | n.n.b.                                  | Onbekend                                            | Onbekend                                |
| Amfetamine                              | 4,6%                                    | 1,2%                                    | 0,5%                                    | n.n.b.                                  | 157k                                    | 1,2% (mogelijk)                                     | 1816                                    |
| Ketamine                                | 3,3%                                    | 1,2%                                    | 0,3%                                    | n.n.b.                                  | 6500                                    | 1/6e van gebruikers (geschat)                       | 83 (onvolledig)                         |
| Lachgas                                 | 6,8%                                    | 0,8%                                    | 0,2%                                    | n.n.b.                                  | n.n.b.                                  | Onbekend                                            | Onbekend                                |
| 3MMC                                    | 2,1%                                    | 1,3%                                    | 0,5%                                    | n.n.b.                                  | n.n.b.                                  | Onbekend                                            | Onbekend                                |
| LSD                                     | 1,7%                                    | 0,4%                                    | 0,1%                                    | n.n.b.                                  | n.n.b.                                  | Onbekend                                            | Onbekend                                |
| GHB                                     | 1,6%                                    | 0,3%                                    | 0,1%                                    | n.n.b.                                  | n.n.b.                                  | Onbekend                                            | 963                                     |
| Heroine (opiaten)                       | 0,3%                                    | <0,1%                                   | <0,1%                                   | n.n.b.                                  | n.n.b.                                  | Onbekend                                            | +-4200 (6698 opiaten)                   |

*
Deze substraten zijn minder verspreide verslavingen. Verslaving aan benzodiazepinen (slaapmiddelen) en ook opioïde pijnstillers is een groot maatschappelijk probleem in Verenigde Staten, waar sprake is van een epidemie: de opioïdencrisis. Inmiddels zijn daar honderdduizenden dodelijke slachtoffers, vooral als gebruik van fentanyl maar ook bijvoorbeeld oxycodon. Ook in onder andere Europa worden opioïde pijnstillers steeds meer als problematisch beschouwd. Voorbeelden van angstdempers of slaapmiddelen zijn (bijv. alprazolam, lorazepam, diazepam, oxazepam, temazepam en alprazolam). Bij beide geldt meestal dat stilzwijgend jarenlang herhalingsrecepten worden voorgeschreven. Als de patiënt niet meer genoeg heeft aan zijn dosis zoekt men vaak andere wegen om de verslaving in stand te houden.

#### Kenmerken van een verslaving
Binnen de verslaving aan een stof wordt er ook gesproken over een lichamelijke of geestelijke verslaving. Verder zijn tolerantie, gewenning en afhankelijkheid begrippen die belangrijk zijn voor het bepalen of iemand mogelijk verslaafd is.
Een lichamelijke verslaving houdt in dat het menselijk lichaam gewend is geraakt aan de stof die intensief gebruikt wordt, en zich heeft aangepast aan die stof. Wordt er in zo'n geval gestaakt met het gebruiken van die stof, dan ontstaan er ziekteverschijnselen zoals koorts, slapeloosheid en braken. Dit noemt men ontwenningsverschijnselen. Na een detox (oftewel stoppen) nemen deze verschijnselen na een aantal dagen af in hevigheid..
Geestelijke verslaving betekent dat iemand een stof denkt nodig te hebben of denkt lekker te vinden en niet meer zonder dit gevoel (high) kan. Bij geestelijke verslaving verlangt iemand zodanig naar een stof dat een groot deel van alle gedachten draait om het gebruiken en/of verkrijgen van die stof. Dit noemt men craving, een tijdelijk bijna onbedwingbare hunkering naar de drugs. Bij verslaving heeft men weinig tot geen controle meer op het gebruik, ondanks (zeer) negatieve geestelijke en lichamelijke gevolgen. Dit is het meest intens bij onthouding. Een geestelijke verslaving kan jaren aanhouden, deze gedachten komen en gaan in golven.
Tolerantie of gewenning - Een ander effect van drugs en medicijnen kan zijn het steeds meer nodig hebben van een stof om hetzelfde lichamelijke effect te bereiken. Dit noemt men tolerantie. Het is afhankelijk van het type drugs. Tolerantie kan zich bij ontwenning van sommige drugs snel afbouwen en kan een risico vormen tot overdosis bij hernieuwd gebruik door het nemen van een te hoge dosering na een periode van abstinentie (onthouding).

## Probleemgebruik of misbruik
Verslaving wordt in de hulpverlening vaak aangeduid met 'problematisch middelengebruik'. Dat duidt erop dat er ook middelengebruik is dat minder of helemaal geen problemen veroorzaakt. Verder zijn ook de DSM-V criteria (onder tabel) belangrijk voor een complete diagnose.
De meerderheid van de bevolking gebruikt 'roeswekkende middelen', waaronder drugs, zonder zichzelf of anderen schade te berokkenen. Zo is het zogenaamde 'sociaal drinken', gematigde en (vermeend) verantwoorde alcoholconsumptie, ingeburgerd. Voor illegale middelen is, met uitzondering van cannabis, maatschappelijk aanvaard en geïntegreerd gebruik veeleer minimaal en dus marginaal.
Bij een minderheid van de bevolking is middelengebruik een probleem bij het uitvoeren van dagelijkse taken en het leiden van wat de meerderheid van de bevolking een 'normaal' leven noemt.
De impact van het problematisch gebruik van deze minderheid op onze samenleving is groot. Dit is niet alleen de lichamelijke of geestelijke schade bij de gebruiker, maar kan leiden tot verhoogde kosten in de ziektekostenverzekering, (intrafamiliaal) geweld en andere maatschappelijke problemen.

## Risico's
Het meten van verslavingsrisico's is moeilijk. Volgens een ranking door experts uit 2009 zijn de meest verslavende drugs heroïne en crack gevolgd door tabak, methamfetamine, cocaïne, alcohol, amfetamine, benzodiazepinen, GHB, cannabis, ketamine, Qat, XTC, paddo's, truffels en LSD.

Schadelijkheid en afhankelijkheid van verschillende soorten drugs volgens deskundigen.

| Drug | Drugsklasse               | Fysieke schade | Verslavings- gevoeligheid | Sociale schade | Gem. schade |
| --- | ------------------------- | -------------- | ------------------------- | -------------- | ----------- |
| Methamfetamine | CZS stimulantia           | 3,00           | 2,80                      | 2,72           | 2,92        |
| Heroïne | Opioïde                   | 2,78           | 3,00                      | 2,54           | 2,77        |
| Cocaïne | CZS stimulantia           | 2,33           | 2,39                      | 2,17           | 2,30        |
| Barbituraten | CZS depressivum           | 2,23           | 2,01                      | 2,00           | 2,08        |
| Methadon | Opioïde                   | 1,86           | 2,08                      | 1,87           | 1,94        |
| Alcohol | CZS depressivum           | 1,40           | 1,93                      | 2,21           | 1,85        |
| Ketamine | Dissociatief anestheticum | 2,00           | 1,54                      | 1,69           | 1,74        |
| Benzodiazepinen | Benzodiazepine            | 1,63           | 1,83                      | 1,65           | 1,70        |
| Amfetamine | CZS stimulantia           | 1,81           | 1,67                      | 1,50           | 1,66        |
| Tabak | Tabak                     | 1,24           | 2,21                      | 1,42           | 1,62        |
| Buprenorfine | Opioïde                   | 1,60           | 1,64                      | 1,49           | 1,58        |
| Cannabis | Cannabinoïde              | 0,99           | 1,51                      | 1,50           | 1,33        |
| Oplosmiddelen | Inhalatiemiddel           | 1,28           | 1,01                      | 1,52           | 1,27        |
| 4-MTA | Designer SSRA             | 1,44           | 1,30                      | 1,06           | 1,27        |
| LSD | Psychedelica              | 1,13           | 1,23                      | 1,32           | 1,23        |
| Methylfenidaat | CZS stimulantia           | 1,32           | 1,25                      | 0,97           | 1,18        |
| Anabole steroïden | Anabole steroïde          | 1,45           | 0,88                      | 1,13           | 1,15        |
| GHB | Neurotransmitter          | 0,86           | 1,19                      | 1,13           | 1,06        |
| Ecstasy | Empathogene stimulantia   | 1,05           | 1,13                      | 1,09           | 1,09        |
| Poppers | Inhalatiemiddel           | 0,93           | 0,87                      | 0,97           | 0,92        |
| Qat | CZS stimulantia           | 0,50           | 1,04                      | 0,85           | 0,80        |
| De scores voor Fysieke schade, Verslavingsgevoeligheid en Sociale schade werden elk berekend als het gemiddelde van drie verschillende beoordelingen. De hoogst mogelijke schadewaardering voor elke schaal is 3,0. Fysieke schade is het gemiddelde van de scores voor acute binge-gebruik, chronisch gebruik en intraveneus gebruik. Verslavingsgevoeligheid is het gemiddelde van de scores voor intensiteit van plezier, psychologische afhankelijkheid en fysieke afhankelijkheid. Sociale schade is het gemiddelde van de scores voor drugintoxicatie, zorgkosten en andere sociale schade. Gemiddelde schade is berekend als het gemiddelde van de scores voor Fysieke schade, Verslavingsgevoeligheid en Sociale schade. |                           |                |                           |                |             |

## DSM-IV-criteria
In het diagnostisch handboek DSM-IV-TR staan de middelen-gerelateerde stoornissen beschreven op As I, Klinische stoornissen. Diagnostische criteria voor drugsmisbruik en afhankelijkheid (DSM-IV-TR):
Middelenmisbruik:
- Misbruikpatroon van het middelengebruik leidt tot klinisch significante beperkingen of distress wat zich laat zien door één of meer van de volgende karakteristieken binnen een periode van 12 maanden:

1. Terugkerend middelenmisbruik wat resulteert in het niet kunnen voldoen aan grote eisen van het werk, op school of thuis.
2. Terugkerend middelenmisbruik in situaties waarin het fysiek gevaarlijk is
3. Terugkerend middelenmisbruik-gerelateerde legale problemen
4. Doorgaan met het middelenmisbruik, ondanks terugkerende sociale of interpersoonlijke problemen te hebben die veroorzaakt zijn door of verergerd zijn door de effecten van het misbruik.

- Middelenverslaving leidt tot drie of meer van de volgende symptomen die zich tegelijkertijd voordoen binnen 12 maanden:

1. Tolerantie treedt op, dat wil zeggen dat er steeds meer van het verslavende middel nodig is om het gewenste effect te bereiken of dat steeds minder effect optreedt bij het gebruik van eenzelfde hoeveelheid van het verslavende middel
2. Er treden ontwenningsverschijnselen op, specifiek voor dat middel, of er worden gelijksoortige middelen genomen om de ontwenningsverschijnselen het hoofd te bieden.
3. Het middel wordt in steeds grotere hoeveelheden genomen, over een langere tijd dan eigenlijk de bedoeling was
4. Er is de drang om te stoppen met het middel, verschillende (mislukte) pogingen zijn ondernomen om te stoppen of te minderen
5. Veel tijd wordt gestoken in het verkrijgen van het middel of het gebruiken van het middel
6. Belangrijke sociale activiteiten, werk en vrijetijdsbesteding worden opgegeven of verminderd voor het middelengebruik
7. Ook al weet de persoon dat het middel dat wordt genomen zorgt voor fysieke of psychologische aandoeningen of verslechtering daarvan, hij of zij blijft doorgaan met het gebruik ervan.

## Oorzaken
Problematisch middelengebruik wordt in de hulpverlening soms evolutief, complex, meervoudig, chronisch en langdurig genoemd. Het evolueert, hoewel niet altijd van kwaad naar erger. Het is complex omdat er zoveel verschillende invloeden op elkaar inwerken. En het is veelal slechts een stukje van een grote puzzel (zelden alleen een verslaving). Voorts is het chronisch en langdurig, het houdt niet van vandaag op morgen op.

### Persoonlijke kenmerken
Een persoon kan door zijn eigenheid op biologisch, psychologisch of genetisch vlak een bepaalde gevoeligheid hebben ontwikkeld voor (problematisch) middelengebruik. Voorbeelden van psychologische factoren zijn een kleinere strafgevoeligheid, verhoogde impulsiviteit (in het bijzonder een snellere delay discounting of ontwaarding van bekrachtigers met de afstand in de tijd, waardoor het denken en reageren op korte termijn de overhand krijgt), verhoogde experiëntiële vermijding, verminderde inhibitie. Adolescenten zijn met hun snel lerend brein hiervoor gevoeliger. Mensen met een jeugdtrauma hebben ook een verhoogd risico op verslaving.
Ook mensen met een lichte verstandelijke beperking (LVB) hebben vaak meer biologische, psychologische en sociale risicofactoren voor problematisch gebruik. Deze groep is dan ook een risicogroep voor verslaving. Daarbij wordt de verslavingsbehandeling gecompliceerd door de LVB. Voor hulpverleners is het daarom van belang rekening te houden met de verstandelijke beperking.

### Socio-economische factoren
De houding van de sociale omgeving zoals familie, school en vrienden kan van invloed zijn op middelengebruik, vooral bij mensen met een naar afhankelijkheid neigende persoonlijkheid. Ook speelt vaak nieuwsgierigheid een rol. Omgekeerd zijn een kwalitatief goed sociaal netwerk en diepgaande relaties een rem tegen verslaving.
Structurele factoren zoals de woonomgeving, socio-economische invloeden of de beschikbaarheid van middelen op de markt in een bepaalde buurt of in het algemeen kunnen ertoe leiden dat iemand sneller overdadig middelen gaat gebruiken. Na afkicken terugkeren in een 'oude' maatschappelijke rol en daarin zelfstandig functioneren, kan makkelijk leiden tot hernieuwd middelengebruik. Vooral op langere termijn is het lastig een goed en als "normaal" beschouwd leven op te bouwen zonder contacten, gebruikers en dealers (de verslavingssituatie).

#### Wettelijk kader
Het wettelijk kader is een belangrijke structurele factor, die vaker een weerspiegeling is van economische, politieke en sociaal-historische verhoudingen dan gebaseerd op de aard en het misbruik van de producten. De productkennis van middelen loopt traditioneel achter, en parallel ook het wettelijk kader.

### Biochemische factor in hersenen
Vanaf het laatste decennium van de twintigste eeuw is steeds meer bekend geworden over de neurobiologie, de rol van dopamine, de area tegmentalis ventralis, het beloningssysteem en de vermindering van het aantal dopamine receptoren in de basale ganglia en het effect op de emotie bij verkrijgen van een verslaving en het verlies van controle door de prefrontale cortex. De psychische honger naar de kick vanuit het genotscentrum van de hersenen kan na het afkicken nog jaren aanwezig blijven. Er zijn aanwijzingen dat langdurig gebruik van drugs zoals cocaïne kan leiden tot verhoogde productie van ΔFosB transcriptiefactor die de genexpressie kan veranderen, neurale plasticiteit kan opwekken in het zenuwcellen in limbisch systeem en de hersenen kan veranderen. Dit proces is waarschijnlijk verantwoordelijk voor de langdurige psychische cravings na stoppen met gebruik.
Ook andere specifieke neurotransmitters worden in meer of mindere mate beïnvloed door bepaalde types drugs. Nicotine werkt in op acetylcholine, alcohol op GABA, MDMA op serotonine, cocaïne op dopamine, heroïne op endorfine. Ook hier verstoort de drug de transmissie en dit leidt bij langdurig gebruik tot aanpassingen in de hersenen. Bij stoppen treden dan ook ontwenningsverschijnselen op.

## Behandeling
Men kan afkomen van een verslaving door verandering van levensstijl en gedrag, met indien noodzakelijk een vorm van behandeling in de verslavingszorg. Dit laatste geschikt voor mensen waarbij stoppen met problematisch gebruik niet mogelijk is, zoals bij alcoholisten voorkomt Meestal doordat het handelen van de persoon zelf als een last wordt ervaren, soms door een persoonlijk dieptepunt keerpunt Doorgaans begint een behandeling met het werken aan de motivatie. Visualisatie van een nieuw leven in de toekomst vrij van verslaving kan hierbij helpen.
Een aantal zaken die kunnen helpen bij het succesvol stoppen van een verslaving zijn: cognitieve gedragstherapie, zelfhulpgroepen met ervaringsdeskundigen (bijvoorbeeld via internetforums en blogs), afbouwschema's, mindfulness, het verbeteren van de lichamelijke conditie om stress, slaapproblemen, angstaanvallen te verminderen en verblijf in een beschermde woonvorm en (vervangende) medicijnen, zoals methadon.